# Armenia en los Juegos Olímpicos de la Juventud
Armenia participa en los Juegos Olímpicos de la Juventud desde la primera edición, realizada en Singapur de 2010.

## Medallas

### Juegos Olímpicos de la Juventud
| Evento            | Oro | Plata | Bronce | Total |
| ----------------- | --- | ----- | ------ | ----- |
| Singapur 2010     | 0   | 1     | 3      | 4     |
| Nankín 2014       | 0   | 0     | 0      | 0     |
| Buenos Aires 2018 | 0   | 0     | 0      | 0     |
| Total             | 1   | 2     | 2      | 5     |